# Chiesa di San Mauro (Arcano Superiore)
La chiesa di San Mauro sorge sul terrazzo fluviale del fiume Corno, nei pressi del castello di Arcano Superiore, nel comune di Rive d'Arcano (UD). È circondata da un muretto in ciottoli che racchiude il vecchio cimitero. Aveva la funzione di chiesetta devozionale, a cui la famiglia nobile dei Tricano (poi chiamati d'Arcano) era molto legata.

## Storia e descrizione
La costruzione risale al Cinquecento ed è il risultato di rimaneggiamenti e ampliamenti di una chiesa precedente, che risale ai secoli XII-XIII, come testimoniato dagli affreschi presenti all'interno. Le prime notizie risalgono al 1390 e fanno riferimento all'erezione della cappellania. L'edificio fu distrutto dai turchi verso la fine del XV secolo e fu subito ricostruito. Dopo il terremoto del Friuli del 1976 la chiesa è stata totalmente ristrutturata, mantenendo le forme architettoniche del XVI secolo.
Già filiale della pieve di Rive, la chiesa possiede un'aula unica a pianta rettangolare con copertura a capriate in vista e presbiterio con volta a crociera costolonata; l'atrio con due ingressi ad arco ribassato e la sacrestia sono di epoca posteriore. 
All'interno, sulla parete sinistra, è visibile l'affresco più antico, databile tra il XII e il XIII secolo, che raffigura Cristo Giovinetto. Sulle pareti e sulla controfacciata, invece, si possono ammirare affreschi con un Giudizio Universale, Storie della vita di Cristo, una Madonna con Bambino, alcuni Santi e l'Incoronazione della Vergine, tutti risalenti alla fine del XIV o inizio del XV secolo, riferibili alla scuola friulana post-vitalesca.